# Min-zin
 (octobre 2012).
- Si vous ne connaissez pas le sujet, laissez ce bandeau (vous pouvez alors contacter les auteurs).
- Si vous supprimez le contenu mis en cause (vous pouvez préalablement contacter les auteurs),

argumentez précisément cette suppression dans la page de discussion
(un manque de référence n'est pas un argument ; une recherche réelle de référence doit avoir été effectuée, être formellement documentée).
 (octobre 2012).
Le min-zin, ou système de travail sur soi, est une discipline birmane appartenant au système des pratiques énergétiques du thaing, notamment au groupe dites « formes internes ».  Le min-zin utilise une méthode « active » c’est-à-dire en mouvement, contrairement à la méthode « passive » que l’on retrouve dans certains procédés de bando-yoga et de pongyi-thaing où le même résultat est recherché à travers la simple méditation.

## La méthode
Il utilise des techniques dans le but de développer et de maîtriser de l’énergie à travers des procédés respiratoires. Il désigne plus précisément un ensemble de méthodes destinées à contrôler, diriger, développer et régulariser le flux d’énergie en réserve dans le corps.
Il débouche sur des aspects thérapeutiques du mouvement et de la respiration (pratique de santé). Il se concrétise par des exercices lents pratiqués seul, composés de mouvements destinés au développement de l’énergie dite « interne », au contrôle respiratoire et à la concentration mentale. Certains spécialistes le définissent comme une « gymnastique martiale » et une « méditation en mouvement ». C'est en réalité un processus technique permettant le développement et la gestion de l’énergie interne avec effets directs sur la santé. C’est une synthèse de mouvements de santé, d’hygiène corporelle et surtout de développement physique et mental. Cette forme de gymnastique qui est avant tout martiale et se prête également à une pratique dans un but d’entretien physique et permet de déboucher sur des aspects philosophiques plus difficiles à saisir par le biais de formes dites « dures » et dynamiques. Il peut être pratiqué en tant que discipline principale et est un excellent outil d’introduction de séance (échauffement) et également de fin de séance (sédation). Dans cette pratique martiale, on retrouve des éléments techniques du thaing et certaines formes animales.

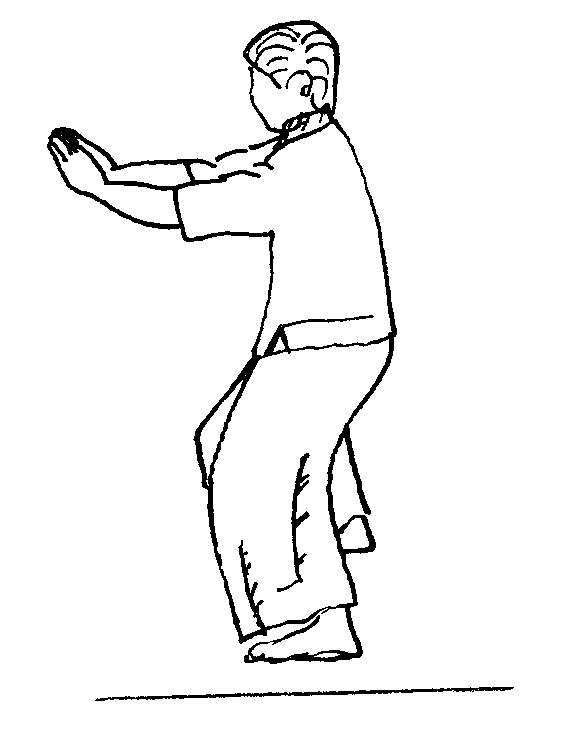
Travail de l'énergie sur le aka de l'aigle
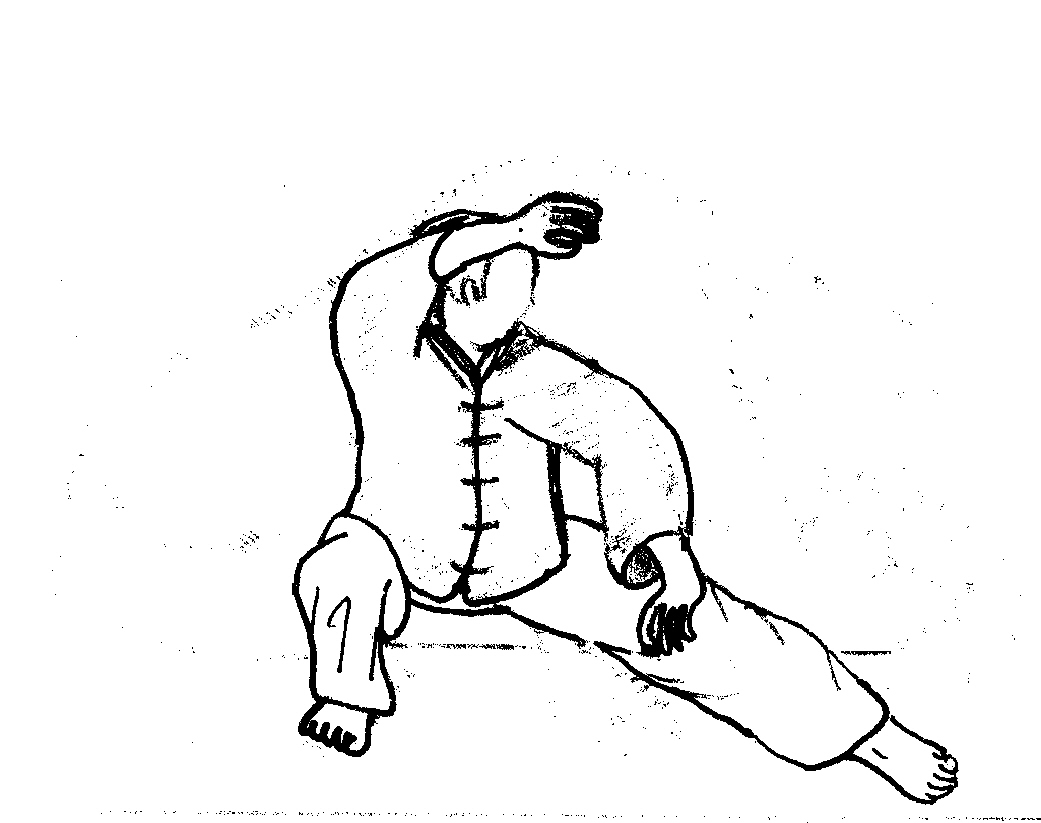
Travail de stretching sur la forme de la panthère
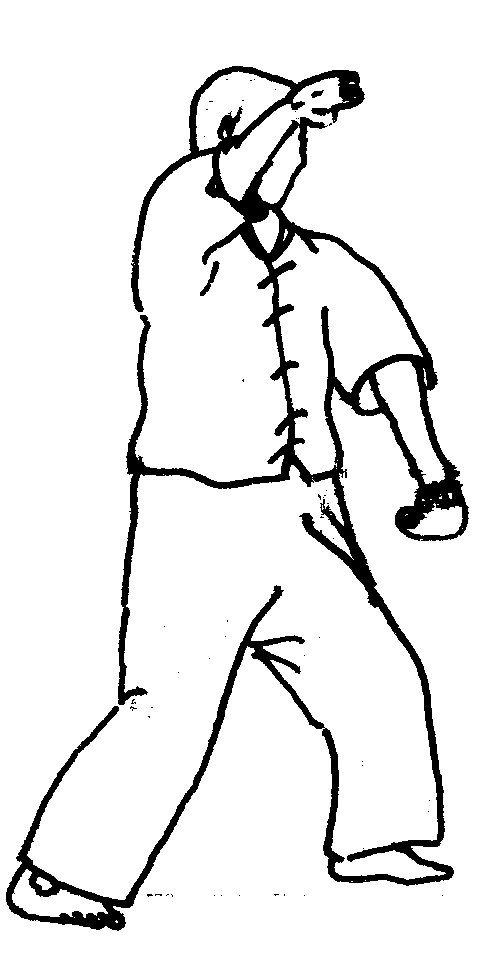
Travail énergétique sur la forme du tigre
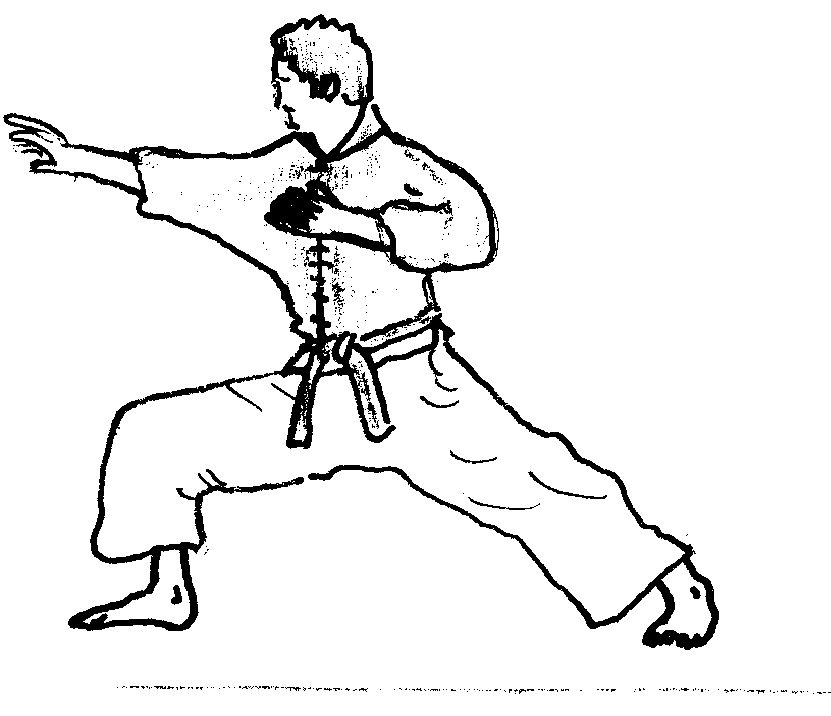
Ici, travail de stretching sur le thème du tigre

## Origine de l’expression
Le terme « min-zin » est difficile à traduire par une simple phrase. Il est formé de termes empruntés à plusieurs langages. Il était utilisé entre le IIIe siècle au IXe siècle dans le Royaume de Pyu. « Min » veut dire « souverain », « roi » ou « conquérant ». « Zin » veut dire « modèle », « forme » ou « système ». Cette expression est un raccourci pour faciliter la prononciation et utiliser un mot simple afin de signifier : « système d’autodiscipline pour se défendre contre les différentes peurs et les contrôler ». On répertorie trois classes de peurs : physiques, mentales et spirituelles.

À l’origine du min-zin, nous trouvons différents types de yogas. Il est possible que le min-zin ait été influencé par les pratiques indiennes, tibétaines et chinoises. Leur intention était d’agir sur le mental (concentration, contrôle des émotions, intuition et savoirs), le corporel (forme physique, prévention des maladies, guérison) et le spirituel (méditation, sagesse et dévotion). Une notion importante dans le min-zin est l’ « autodéveloppement » qui signifie élever sa santé physique, mentale et spirituelle et par conséquent, se protéger contre les maladies et réduire les affections (physiques et mentales).
Le min-zin peut s’adapter à tout un chacun, par le biais de ses méthodes. Il peut permettre de :
Contrôler les émotions destructrices, chercher à l’équilibre psychique, maintenir le bien-être physique et la santé.  

## Objet
L’objectif du min-zin est la recherche de l’équilibre personnel et du calme intérieur à partir exercices de méditation et d’exercices de développement de l’énergie dite vitale. Ces exercices vont permettre de vivre longtemps en bonne santé.
Comme pour le bando, la pratique du min-zin a pour but de protéger mais en premier lieu la préservation de la santé. Le Min-zin n’est pas focalisé sur la performance sportive, bien au contraire il met l’accent sur le développement personnel, le bien-être et la santé. Il peut être utilisé à but thérapeutique et il est outil par excellence permettant de répondre trois soucis majeurs du thaing : accomplissement personnel, recherche de paix intérieure et d’harmonie. Les anciens disent : « pratique les formes internes et tu resteras alerte, bien portant tu jouiras de la vie jusqu’à son terme ».

Concrètement, le min-zin a pour objectif premier le contrôle et le développement corporel et mental, par le biais d’exercices physiques et respiratoires. Plus précisément, il s’agit de maîtriser l’énergie dite « interne » grâce à des mouvements en douceur et à une respiration détendue et pleine. État d’esprit et attitude recherchée par les pratiquants se concentrant sur leur énergie dite « vitale » et consistant à maîtriser et à développer le flot d’ « énergie interne ». Cette énergie pourrait, le cas échéant, rendre efficace l’action en la projetant vers l’ « extérieur ».  Il permet de soulager de nombreuses douleurs corporelles et d’obtenir un bien-être général. Le but recherché est le contrôle corporel par le biais d’exercices souples, de mouvements arrondis et d’attitudes naturelles et hautes, pour ce qui du travail en station debout.  Les exercices sont axés sur la respiration calme, naturelle, équilibrée qui amène le repos de l’esprit, le contrôle de l’énergie interne et du « souffle vital ». Côté bienfaits, il repose le système nerveux, prévient les maladies du système digestif, fortifie le système cardio-respiratoire, évite le développement de maladies du système vasculaire (athérosclérose), etc. Le min-zin met fortement l’accent sur les aspects mentaux de l’entraînement.

## Philosophie
Le min-zin a également une fonction martiale. C’est toute une attitude, à la fois physique et mentale, qui permet de se rassurer sur ses capacités à combattre, certains diront même de « gagner sans avoir à combattre » tant l’énergie ainsi déployée peut décourager un opposant.

## Les méthodes et les exercices de min-zin
Ces procédés de travail sur l’énergie prennent naissance dans les anciennes pratiques des moines bien avant la naissance du Christ. Au-delà, des intérêts physiques (santé), ils tiennent également des conceptions philosophiques et religieuses, notamment au sujet de la place de l’homme dans l’univers… Ces vertus physiques et spirituelles d’autre part sont censées conférer au pratiquant l’unité du corps et de l’esprit.

On trouve différentes formes de pratique dans le min-zin : Exercices debout, assis ou couché ; exercices statiques et dynamiques ; méthodes « internes » de bando, notamment inspirées des formes animales ; façons de mouvoir pour stimuler des parties corporelles et certaines zones vitales. Exercices de détente musculaire Exercices statiques et dynamiques portant sur les différentes manières de respirer ; procédures pour concentrer l’énergie et la diriger. Les exercices se distribuent en séquences (patterns) plus ou moins longues, de trois à trente mouvements. Par exemple, dans un objectif thérapeutique les groupes exercices sont en rapport avec le problème physique ou émotionnel à traiter. Les exercices se focalisent sur trois domaines : 1/ Le contrôle physique (sur les trois niveaux de la colonne vertébrale et le mouvement des mains), 2/ Le contrôle mental (concentration, visualisation et méditation), 3/ Le contrôle respiratoire (exercices d’inspiration, d’expiration et d’apnée).

## Méthodes de travail respiratoire
Il consiste à effectuer, mains ouvertes, des enchaînements traditionnels d’exercices corporels avec des actions de contrôle musculaires en relation avec des actions de concentration sur l’acte respiratoire. Les exercices reposent sur la coordination de mouvements en relation avec un travail respiratoire et de concentration mentale. Ces principes respiratoires se retrouvent dans de nombreuses pratique du thaing, notamment pour le bando-yoga et le travail de certains aka de formes animales. Trois modes respiratoires coexistent :
- 1/ Utiliser la respiration : travail sur la « respiration douce », consistant action de concentration sur l’acte respiratoire pendant les exercices et les postures. Le but recherché est une respiration calme, naturelle, équilibrée, qui amène le repos de l’esprit. Ce mode respiratoire peut agir comme une thérapie en cas de maladie. 
- 2/ Contrôler et utiliser le souffle : travail sur la « respiration forcée » (colonne d’air), dont le but est de canaliser l’air dans un travail gestuel où geste, respiration et déploiement d’énergie ne font qu’un. Ce second mode a l’avantage de travailler intensément sur le contrôle musculaire (méthode de renforcement musculaire dite statique de type « isotonique » ou « isométrique ») et la respiration dite abdominale.
- 3/ Retenir, concentrer et diriger le souffle : La rétention avant l’expiration dure un long moment compte tenu du degré de maîtrise du pratiquant. 

## Contenus techniques
Il s’agit à l’origine de techniques martiales applicables en combat, comprenant différentes séquences gestuelles. Les divers enchaînements actuellement pratiqués sont répertoriés par séries de mouvement de combat (matrices ou patterns). Il existe trois formes principales de pratiques. La première formulation concerne des séquences gestuelles axées sur le travail respiratoire. La deuxième met en accord le travail respiratoire avec celui de certaines formes animales (aka). La troisième concerne un travail de renforcement musculaire accompagné de techniques respiratoires énergétiques.

En réalité, l’aspect le plus courant consiste à réaliser des séquences techniques prédéterminées à base de mouvements lents en excluant les techniques rapides et puissantes.